# Ordem Kabbalística da Rosa-Cruz

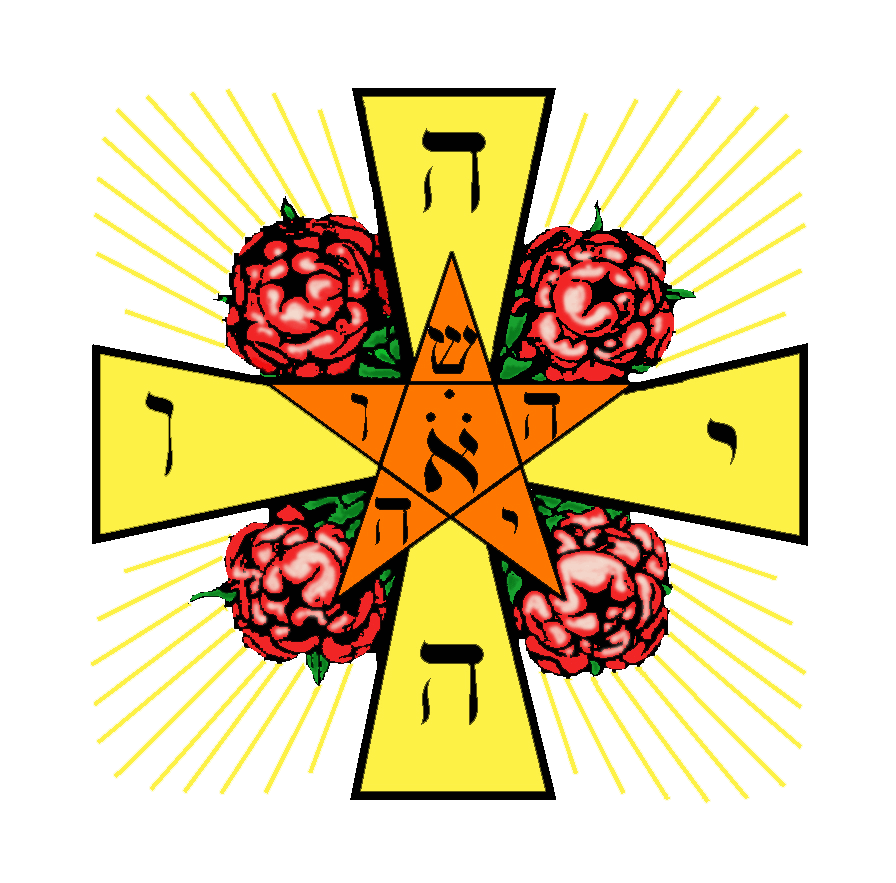
Logotipo oficial da OKRC

A Ordem Kabbalística da Rosa-Cruz (OKRC, OKR+C), ou Ordem Cabalística da Rosa-Cruz, é uma tradição hermética Rosa-Cruz que foi fundada em Paris, por volta de 1888. O Marquês Stanislas de Guaita foi seu primeiro Grande Mestre.